# L'Extravagante Mme Francis

L'Extravagante Mme Francis (The Fascinating Mrs. Francis) est un film muet américain réalisé par D. W. Griffith, sorti en 1909.

## Synopsis
Un jeune homme tombe amoureux de Mme Francis. Elle décide de le choquer afin de le décevoir et ainsi l'éloigner.

## Fiche technique
- Titre : L'Extravagante Mme Francis
- Titre original : The Fascinating Mrs. Francis
- Réalisation et scénario : D. W. Griffith
- Société de production et de distribution : American Mutoscope and Biograph Company[1]
- Photographie : G. W. Bitzer
- Pays :  États-Unis
- Format[2] : Noir et blanc - Muet - 1,33:1 ou 1,37:1[3] - 35 mm[3],[4]
- Longueur de pellicule : 417 pieds (127 mètres[4])
- Durée : 5 minutes (à 16 images par seconde)[2]
- Date de sortie : 21 janvier 1909

## Distribution
Les noms des personnages proviennent de l'Internet Movie Database.
- Mack Sennett : un invité à la fête
- Linda Arvidson
- Marion Leonard : Mme Francis
- Charles West
- Mary Pickford
- Florence Lawrence : la visiteuse
- John R. Cumpson : un invité à la fête
- Herbert Yost : le jeune homme[3],[5]
- Anita Hendrie : la mère du jeune homme[3],[5]
- Harry Solter : le père du jeune homme[3],[5]
- Gertrude Robinson : la domestique / une invitée à la fête[3],[5]
- George Gebhardt : un invité à la fête[5]
- Guy Hedlund : un invité à la fête[5]
- Charles Inslee : un invité à la fête[5]
- Arthur V. Johnson : un invité à la fête[5]

## Autour du film
Les scènes du film ont été tournées le 9 janvier 1909 dans le studio de la Biograph à New York.
À sa sortie, le film a été présenté sur la même bobine que Mr. Jones Has a Card Party.